# Директор Національної розвідки
Директор Національної розвідки (англ. Director of National Intelligence, DNI) — високопоставлений урядовець Сполучених Штатів на рівні Кабінету, який відповідно до Закону про реформу розвідки та запобігання тероризму 2004 року є виконавчим головою Розвідувального співтовариства США, а також управляє та наглядає за Національна програма розвідки США. Усі агенції Розвідувального співтовариства США підпорядковуються безпосередньо директору Національної розвідки. Директор Національної розвідки також виступає, за запрошенням, радником президента Сполучених Штатів, Ради національної безпеки США та Ради внутрішньої безпеки США з усіх питань розвідки. Директор Національної розвідки за підтримки Офісу Директора Національної розвідки (ODNI) готує щоденне президентське резюме, документ особливої важливості, що об'єднує розвідувальні дані всіх агенцій Розвідувального співтовариства США, які щоранку передаються президенту Сполучених Штатів.
Президент США Джордж Буш посилив роль Директора Національної розвідки 30 липня 2008 року Указом № 13470, який, серед іншого, зміцнив повноваження Директора Національної розвідки у визначенні цілей щодо збору та аналізу розвідданих і визначення політики обміну розвідданими з іноземними агентствами, а також щодо призначення та звільнення високопосадовців розвідки.
10 жовтня 2012 року президент Обама у своїй президентській політичній директиві № 19 поклав на Директора Національної розвідки додаткову відповідальність за інформування всього розвідувального співтовариства та захист джерел розвідданих.
Відповідно до 50 U.S.C. § 3026, «за звичайних обставин бажано», щоб або Директор, або перший заступник Директора Національної розвідки був офіцером на дійсній службі в збройних силах або мав підготовку чи досвід діяльності у військовій розвідці. Військовий офіцер може займати тільки одну з двох посад в будь-який момент часу. Статут не визначає, яке звання буде мати офіцер під час перебування на посаді. Директор Національної розвідки, який призначається президентом США і має бути затверджений Сенатом США, підпорядкований президенту США.
Після інавгурації президента Джо Байдена посаду було підвищено до рівня члена Кабінету міністрів США. Директор Національної розвідки бере участь у всіх засіданнях Кабінету міністрів і підтримує зв'язок з Виконавчим офісом Президента США та іншими міністрами Уряду США під час виконання своїх обов'язків.

## Історія

### Заснування
До офіційного утворення посади Директора Національної розвідки головою розвідувального співтовариства США був Директор Центральної розвідки, який одночасно обіймав посаду директора Центрального розвідувального управління (ЦРУ).
Комісія 9/11 рекомендувала запровадити посаду Директора Національної розвідки у своєму звіті Комісії 9/11, який не був оприлюднений до 22 липня 2004 року, оскільки він вказував на серйозні помилки розвідки, які поставили під сумнів те, наскільки добре розвідувальне співтовариство спроможне захистити інтереси США від іноземних терористичних атак.
19 червня 2002 року сенатори Даян Файнштайн, Джей Рокфеллер і Боб Грем представили закон США S. 2645 для утворення посади Директора Національної розвідки. Невдовзі з'явилися інші подібні закони. Після значних дебатів щодо обсягу повноважень і влади Директора Національної розвідки Конгрес США ухвалив Закон про реформу розвідки та запобігання тероризму 2004 року 336 голосами «За» в Палаті представників США і 89 голосами «За» в Сенаті США. Президент Джордж Буш підписав закон 17 грудня 2004 року. Серед іншого, закон запроваджував посаду Директора Національної розвідки як призначеного керівника розвідувального співтовариства США і забороняв Директору Національної розвідки виконувати функції Директора ЦРУ або голови будь-якої іншої складової розвідувального співтовариства США одночасно. Крім того, закон вимагав від Директора ЦРУ звітувати про діяльність свого відомства перед Директором Національної розвідки.
Критики кажуть, що компроміси під час розробки законопроєкту призвели до запровадження посади Директора Національної розвідки, повноваження якого надто слабкі, щоб адекватно очолювати, управляти та покращувати роботу розвідувального співтовариства. Зокрема, згідно із законом Міністерству оборони США підпорядковані Агентство національної безпеки (АНБ), Національний офіс рекогностування (НОР) і Національне агентство геопросторової розвідки (НАГР).

### Призначення
Першим Директором Національної розвідки був посол США в Іраку Джон Негропонте, який був призначений 17 лютого 2005 року президентом Джорджем Бушем за умови затвердження Сенатом. Повідомлялося, що першим вибором президента Буша на посаду Директора Національної розвідки був колишній Директор Центральної розвідки Роберт М. Гейтс, який у той час обіймав посаду президента Техаського університету A&M, але відхилив цю пропозицію. Негропонте був затверджений Сенатом 98 голосами «За» 21 квітня 2005 року, і того ж дня він склав присягу перед президентом Бушем.
13 лютого 2007 року Майк Макконнелл став другим Директором Національної розвідки після того, як Негропонте був призначений заступником Державного секретаря США. 4 жовтня 2007 року Сенат США затвердив Дональда М. Керра на посаді першого заступника Директора Національної розвідки, який склав присягу 9 жовтня 2007 року. Керр із Вірджинії раніше був директором Національного офісу рекогностування та заступником Директора ЦРУ з науки і технологій. На початку своєї кар'єри він був помічником директора ФБР, відповідальним за їхній лабораторний відділ з 1997 по 2001 рік.
20 липня 2010 року президент Барак Обама призначив генерал-лейтенанта Повітряних сил США у відставці Джеймса Клеппера четвертим Директором Національної розвідки. Клеппер був затверджений Сенатом 5 серпня, і він замінив виконуючого обов'язки Директора Національної розвідки Девіда Ч. Гомперта. Це відбулося після звільнення Обамою третього Директора Національної розвідки, адмірала Військово-морських сил США у відставці Денніса К. Блера, чия відставка набула чинності 28 травня 2010 року.
П'ятий Директор Національної розвідки Ден Коутс, шостий Директор Національної розвідки Джон Реткліфф і виконуючі обов'язки Директорів Національної розвідки Джозеф Магвайр, Річард Гренелл і Лора Шиао обіймали посади з 16 березня 2017 року по 21 січня 2021 року під час каденції президент Дональда Трампа.
Сьомим і нинішнім Директором Національної розвідки є Евріл Гейнс, яка вступила на посаду 21 січня 2021 року. Будучи першою жінкою, яка зайняла цю посаду, вона була висунута новообраним президентом Джо Байденом 23 листопада 2020 року та затверджена Сенатом 20 січня 2021 року.

### Проблеми з вебсайтом
24 серпня 2007 року Деклан МакКаллаг з News.com написав, що сайт Директора Національної розвідки був налаштований таким чином, щоб усі пошукові системи не індексували будь-яку сторінку DNI.gov. Це фактично зробило вебсайт Директора Національної розвідки невидимим для всіх пошукових систем і, у свою чергу, для будь-яких пошукових запитів. Росс Файнштейн, прессекретар Директора Національної розвідки сказав, що маскування було видалено 3 вересня 2007 року. «Ми навіть не впевнені, як (файл robots.txt) туди потрапив», але наступного дня його знову якимось чином приховали. 7 вересня МакКаллаг повідомив, що сайт Директора Національної розвідки, здається, знову відкритий для вебпошуку.

### Ініціативи реформ
У вересні 2007 року Офіс Директора Національної розвідки випустив «100-денні та 500-денні плани розвідувального співтовариства щодо інтеграції та співпраці» (англ. Intelligence Community 100 Day & 500 Day Plans for Integration & Collaboration). Ці плани включають низку ініціатив, спрямованих на створення основи для розширення співпраці та реформування розвідувального співтовариства США.

## Офіс Директора Національної розвідки
Закон про реформу розвідки та запобігання тероризму 2004 року заснував Офіс Директора Національної розвідки (ODNI) як незалежне агентство для допомоги Директору Національної розвідки. Метою Офіса Директора Національної розвідки є ефективна інтеграція зовнішньої, військової та внутрішньої розвідки для захисту країни та інтересів Сполучених Штатів за кордоном. В Офісі Директора Національної розвідки працює близько 1750 співробітників. Його штабквартира розташована в Маклейні, штат Вірджинія.
23 березня 2007 року Директор Національної розвідки Майк Макконнелл оголосив про організаційні зміни, які включають:
- Підвищення головного закупівельника Офісу до нової посади заступника Директора Національної розвідки
- Створення нової посади заступника Директора Національної розвідки з політики, планів і потреб (замість посади заступника Директора Національної розвідки із потреб)
- Створення Виконавчого комітету
- Призначення на посаду Начальника штабу нового Директора штабу розвідки

Офіс Директора Національної розвідки продовжував розвиватися під керівництвом наступних Директорів, досягнувши нової структури, зосередженої на інтеграції розвідки в розвідувальне співтовариство.

### Організація
Керівництво Офісу Директора Національної розвідки включає Директора, першого заступника Директора та Головного операційного директора. Крім того, Директор оборонної розвідки підпорядковується Директору Національної розвідки.
У структурі Офісу є два директорати, кожен з яких очолює заступник Директора Національної розвідки:
- Директорат інтеграції місій
  - Національна рада розвідки
  - Щоденне президентське резюме
- Директорат політики та спроможностей
  - IARPA

У структурі Офісу є три центри місії, кожен з яких очолює директор цього центру:
- Національний центр протидії розповсюдженню[en]
- Національний контртерористичний центр
- Національний центр контррозвідки та безпеки[en]

Також є чотири наглядові офіси:
- Офіс громадянських свобод, конфіденційності та прозорості (англ. Office of Civil Liberties, Privacy and Transparency)
- Офіс рівних можливостей зайнятості та різноманітності (англ. Office of Equal Employment Opportunity & Diversity)
- Офіс генерального інспектора розвідувального співтовариства[en] (англ. Office of the Intelligence Community Inspector General)
- Офіс генерального радника (англ. Office of General Counsel)

## Директори
| №                                                   | Директор | Директор                            | Період перебування на посаді        | Каденція          | Президент(и) | Президент(и)  |
| --------------------------------------------------- | -------- | ----------------------------------- | ----------------------------------- | ----------------- | ------------ | ------------- |
| Посада змінює посаду Директора Центральної розвідки |          |                                     |                                     |                   |              |               |
| 1                                                   |          | Джон Негропонте                     | 21 квітня 2005 — 13 лютого 2007     | 1 рік, 298 днів   |              | Джордж В. Буш |
| 2                                                   |          | Майк Макконнелл                     | 13 лютого 2007 — 27 січня 2009      | 1 рік, 349 днів   |              | Джордж В. Буш |
| 3                                                   |          | Денніс К. Блер                      | 29 січня 2009 — 28 травня 2010      | 1 рік, 119 днів   |              | Барак Обама   |
| —                                                   |          | Девід Гомперт виконуючий обов’язки  | 28 травня — 5 серпня 2010           | —                 |              | Барак Обама   |
| 4                                                   |          | Джеймс Клеппер                      | 5 серпня 2010 — 20 січня 2017       | 6 років, 168 днів |              | Барак Обама   |
| —                                                   |          | Майк Демпсі виконуючий обов’язки    | 20 січня — 16 березня 2017          | —                 |              | Дональд Трамп |
| 5                                                   |          | Ден Коутс                           | 16 березня 2017 — 15 серпня 2019    | 2 роки, 152 дні   |              | Дональд Трамп |
| –                                                   |          | Джозеф Магвайр виконуючий обов’язки | 16 серпня 2019 — 20 лютого 2020     | —                 |              | Дональд Трамп |
| —                                                   |          | Річард Гренелл виконуючий обов’язки | 20 лютого — 26 травня 2020          | —                 |              | Дональд Трамп |
| 6                                                   |          | Джон Реткліфф                       | 26 травня 2020 — 20 січня 2021      | 0 років, 239 днів |              | Дональд Трамп |
| —                                                   |          | Лора Шиао виконуючий обов’язки      | 20–21 січня 2021                    | —                 |              | Джо Байден    |
| 7                                                   |          | Евріл Гейнс                         | 21 січня 2021 року — 20 січня 2025  | 3 роки, 365 днів  |              | Джо Байден    |
| в.о.                                                |          | Стейсі Діксон                       | 20 січня 2025 року — 25 січня 2025  | 0 років, 5 днів   |              | Дональд Трамп |
| в.о.                                                |          | Лора Шіао                           | 25 січня 2025 року — 12 лютого 2025 | 0 років, 18 днів  |              | Дональд Трамп |
| 8                                                   |          | Тулсі Габбард                       | 12 лютого 2025 —                    | 0 років, 187 днів |              | Дональд Трамп |

## Лінія наступності
Лінія наступності Директора Національної розвідки така:
1. Перший заступник Директора Національної розвідки
2. Заступник Директора Національної розвідки з інтеграції розвідки
3. Директор Національного антитерористичного центру
4. Директор Національного центру контррозвідки та безпеки[en]
5. Генеральний інспектор розвідувального співтовариства[en]

## Підлеглі

### Перший заступник Директора Національної розвідки
| Ім'я                                                | Період перебування на посаді       | Президент(и)              |
| --------------------------------------------------- | ---------------------------------- | ------------------------- |
| Майкл Гейден                                        | 21 квітня 2005 — 26 травня 2006    | Джордж В. Буш             |
| Рональд Л. Берджесс (молодший) виконуючий обов'язки | Червень 2006 — 5 жовтня 2007       | Джордж В. Буш             |
| Дональд Керр                                        | 5 жовтня 2007 — 20 січня 2009      | Джордж В. Буш             |
| Рональд Л. Берджесс (молодший) виконуючий обов'язки | 20 січня 2009 — лютий 2009         | Барак Обама               |
| Девід Ч. Гомперт                                    | 10 листопада 2009 — 11 лютого 2010 | Барак Обама               |
| Стефані О'салліван                                  | 18 лютого 2011 — 20 січня 2017     | Барак Обама               |
| Сьюзан М. Гордон                                    | 7 серпня 2017 — 15 серпня 2019     | Дональд Трамп             |
| Ендрю П. Голлманa виконуючий обов'язки              | 30 жовтня 2019 — 21 лютого 2020    | Дональд Трамп             |
| Ніл Вайліa                                          | 13 травня 2020 — лютий 2021        | Дональд Трамп, Джо Байден |
| Стейсі Діксон                                       | 4 серпня 2021 — т. ч.              | Джо Байден                |

a.↑ 

### Головний операційний офіцер
| Ім'я         | Період перебування на посаді | Президент(и)              |
| ------------ | ---------------------------- | ------------------------- |
| Дейрдра Волш | Лютий 2018 — травень 2020    | Дональд Трамп             |
| Лора Шиао    | Жовтень 2020 — т. ч.         | Дональд Трамп, Джо Байден |

### Директор штабу розвідки / Головний офіцер управління
| Ім'я                           | Період перебування на посаді | Президент(и)               |
| ------------------------------ | ---------------------------- | -------------------------- |
| Рональд Л. Берджесс (молодший) | Травень 2007 — лютий 2009    | Джордж В. Буш, Барак Обама |
| Джон Кіммонс                   | Лютий 2009 — жовтень 2010    | Барак Обама                |
| Марк Юінг                      | Листопад 2010 — н/д          | Барак Обама, Дональд Трамп |

### Генеральний інспектор розвідувального співтовариства
| Ім'я            | Період перебування на посаді   | Президент(и)               |
| --------------- | ------------------------------ | -------------------------- |
| Чарльз Маккалоу | 7 жовтня 2010 — березень 2017  | Барак Обама, Дональд Трамп |
| Майкл Аткінсон  | 17 травня 2018 — 3 травня 2020 | Дональд Трамп              |
| Томас Монгейм   | 3 квітня 2020a — т. ч.         | Дональд Трамп, Джо Байден  |

a.↑ 

### Заступники Директора Національної розвідки
| Ім'я          | Офіс                               | Період перебування на посаді | Президент(и)  |
| ------------- | ---------------------------------- | ---------------------------- | ------------- |
| Бет Саннер    | Інтеграція місії                   | Травень 2019 — т. ч.         | Дональд Трамп |
| Кевін Майнерс | Спроможність підприємств           | н/д — т. ч.                  | Дональд Трамп |
| Карен Гібсон  | Партнерства з національної безпеки | Квітень 2019 — 2020          | Дональд Трамп |
| Корін Стоун   | Стратегія та взаємодія             | н/д — т. ч.                  | Дональд Трамп |

### Помічники Директора Національної розвідки
| Ім'я            | Офіс                                                                                    | Період перебування на посаді | Президент(и)               |
| --------------- | --------------------------------------------------------------------------------------- | ---------------------------- | -------------------------- |
| Дебора Кірчер   | Помічник Директора Національної розвідки з людського капіталу                           | Жовтень 2011 — т. ч.         | Барак Обама, Дональд Трамп |
| Джон Шерман     | Головний інформаційний офіцер розвідувального співтовариства                            | Веремень 2017 — червень 2020 | Дональд Трамп              |
| Трей Тредвелл   | Головний фінансовий офіцер                                                              | н/д — т. ч.                  | Дональд Трамп              |
| Кетрін Джонстон | Помічник Директора Національної розвідки з аналізу систем і ресурсів                    | Травень 2018 — т. ч.         | Дональд Трамп              |
| Рой Петтіс      | Помічник Директора Національної розвідки із придбання, закупівель та послуг             | н/д — т. ч.                  | Дональд Трамп              |
| Джеймс Сміт     | Помічник Директора Національної розвідки з політики та стратегії (виконуючий обов'язки) | н/д — т. ч.                  | Дональд Трамп              |